# Astro Boy (serie animata 1963)
Astro Boy (鉄腕アトム?, Tetsuwan Atomu, lett. "Atom dal braccio di ferro") è la prima serie televisiva anime dedicata al personaggio immaginario di Astro Boy, protagonista dell'omonimo manga creato da Osamu Tezuka tra il 1952 e il 1968. Realizzata in bianco e nero, la serie è composta da 193 episodi complessivi suddivisi in quattro stagioni, andate in onda tra il 1963 e il 1966.
La serie ha debuttato su Fuji TV il primo gennaio 1963 e fu la prima serie animata della storia a divenire popolare in Giappone (mentre il primo anime ad essere trasmesso fu Otogi Manga Calendar). Ha determinato l'estetica che fu la prima ad avere quelle caratteristiche che sarebbero poi divenute peculiari della produzione giapponese, tanto da meritarsi il nome specifico di anime.
Trasmessa nei paesi anglosassoni ed in Sudamerica, rimane invece inedita in Italia.
È stata seguita da un remake omonimo, Astro Boy, prodotto nel 1980 a colori, con variazioni parziali alla trama rendendo la storia più tragica e cupa.

## Personaggi
- Atom/Astro Boy/Astor: un robot-bambino creato e modellato dal dottor Tenma con le sembianze del figlioletto morto;
- Ochanomizu: succede a Tenma alla guida del ministero della scienza dopo questo si dimise. Figura paterna e mentore di Astro, ha creato per lui un'intera famiglia di robot (madre, padre e sorella)
- Unmataro Tenma: ex capo del ministero della scienza. Dopo aver perduto il suo unico figlio in un incidente stradale, sopraffatto dal dolore, si ripromise i creare un potente robot ed utilizza a tal fine tutte le risorse disponibili del ministero. Astro sarà la sua più grande creazione; una volta attivatolo, rimase però presto frustrato vedendo che il piccolo non cresceva fisicamente come tutti gli altri bambini umani; dopo aver venduto Astro al proprietario di un circo, si dimise da ministero e scomparve;
- Uran: sorella-robot di Astro, viene a lui consegnata come regalo in occasione del suo compleanno. Solitamente si comporta come un vero e proprio maschiaccio.
- Cobalt: vecchio prototipo-gemello fallito di Astro, gettato via da Tenma come un rottame, viene riattivato dal dottor Elefun;
- Mustachio: insegnante di Astro e suo vicino di casa nel manga originale e nella serie 1980, mentre qui è un investigatore privato e suo zio adottivo;
- Tawashi/Gumshoe: ispettore di polizia che prova un enorme disgusto nei confronti di tutti gli esseri meccanici; non ha molta fiducia in Astro fino a che questi non riesce a dimostrargli il proprio valore e coraggio;
- Nakamura/McLaw: partner di Tawashi; riconosce immediatamente le capacità di Astro e cerca spesso di difenderlo dalle accuse rivoltegli contro dal collega;
- Tobio/Toby: il figlio di Tenma che muore durante il primo episodio;
- ATLAS: un robot creato dal dottor Ram con lo scopo di commettere innumerevoli reati; finirà per ribellarsi contro il proprio creatore;
- Ram: un inca che desidera vendicarsi contro i bianchi per la schiavitù subita per secoli dal suo popolo; ha un profondo rancore verso tutto quel che richiama l'occidente.

## Controversie
A Tezuka è capitato di esprimere la propria frustrazione nei confronti dei tagli censori operati dalle reti televisive statunitensi; la versione adattata in lingua inglese non ha ad esempio mandato in onda un episodio in cui viene mostrato un cane che sta per essere operato, in quanto si credette troppo crudele e grottesco da mostrare. L'autore ha criticato tutto ciò come ipocrisia, sottolineando che molti occidentali durante i safari in Africa ammazzano invece allegramente gli animali per sport.

## Episodi
La serie è composta da 193 episodi complessivi suddivisi in quattro stagioni, andate in onda tra il 1963 e il 1966.
| Nº  | Giapponese 「Kanji」 - Rōmaji - Traduzione letterale                         | In onda           | In onda |
| Nº  | Giapponese 「Kanji」 - Rōmaji - Traduzione letterale                         | Giapponese        |         |
| 1   | 「アトム誕生」 - Atomu tanjō – "The Birth Of Astro Boy"                      | 1º gennaio 1963   |         |
| 2   | 「フランケン」 - Furanken – "Colosso"                                        | 8 gennaio 1963    |         |
| 3   | 「火星探検」 - Kasei tanken – "Expedition To Mars"                           | 15 gennaio 1963   |         |
| 4   | 「ゲルニカ」 - Gerunika – "One Million Mammoth Snails"                       | 22 gennaio 1963   |         |
| 5   | 「スフィンクス」 - Sufinkusu – "The Sphinx"                                  | 29 gennaio 1963   |         |
| 6   | 「電光人間」 - Denkō ningen – "Zero, The Invisible Robot"                    | 5 febbraio 1963   |         |
| 7   | 「アトム大使」 - Atomu-taishi – "Captain Atom"                               | 12 febbraio 1963  |         |
| 8   | 「幽霊製造機」 - Yūrei seizōki – "The Spirit Machine"                        | 19 febbraio 1963  |         |
| 9   | 「ブラックルックス」 - Burakku rukkusu – "The Deep Freeze"                   | 26 febbraio 1963  |         |
| 10  | 「イワンの馬鹿」 - Iwan no baka – "Strange Voyage"                           | 5 marzo 1963      |         |
| 11  | 「タイムマシン」 - Taimu mashin – "Time Machine"                             | 12 marzo 1963     |         |
| 12  | 「十字架島」 - Jūjika shima – "Cross Island"                                 | 19 marzo 1963     |         |
| 13  | 「キリストの眼」 - Kirisuto no me – "The Eyes Of Christ"                     | 26 marzo 1963     |         |
| 14  | 「人工太陽」 - Jinkō taiyō – "The Artificial Sun"                            | 2 aprile 1963     |         |
| 15  | 「植物人間」 - Shokubutsu ningen – "Grass Boy"                               | 9 aprile 1963     |         |
| 16  | 「白い惑星号」 - Shiroi wakusei gō – "Silver Comet"                          | 16 aprile 1963    |         |
| 17  | 「ロボットランド」 - Robotto rando – "Hullabaloo Land"                       | 23 aprile 1963    |         |
| 18  | 「ガデム」 - Gademu – "Gangor, The Monster"                                  | 30 aprile 1963    |         |
| 19  | 「アトム対魔神」 - Atomu tai majin – "The Cosmic Giant"                      | 7 maggio 1963     |         |
| 20  | 「気体人間」 - Kitai ningen – "Toxor, The Mist Man"                          | 14 maggio 1963    |         |
| 21  | 「人工衛星R-45」 - Jinkō-eisei r-45 – "Satellite R-45"                       | 21 maggio 1963    |         |
| 22  | 「海蛇島」 - Umihebi shima – "Sea Serpent Isle"                              | 28 maggio 1963    |         |
| 23  | 「ミュータント」 - Myūtanto – "The Deadly Flies"                             | 4 giugno 1963     |         |
| 24  | 「海底王国」 - Kaitei ōkoku – "Kingdom Of The Sea"                           | 11 giugno 1963    |         |
| 25  | 「地底戦車」 - Chitei sensha – "The Deep Underground-Tank"                   | 18 giugno 1963    |         |
| 26  | 「アトラス」 - Atorasu – "Don Tay, Infernal Machine"                         | 25 giugno 1963    |         |
| 27  | 「パール星」 - Pāru hoshi – "Pearl People"                                   | 2 luglio 1963     |         |
| 28  | 「マッドマシン」 - Maddo mashin – "The Wacky Machine"                        | 9 luglio 1963     |         |
| 29  | 「想い出の日」 - Omoide no hi – "Memory Day"                                 | 16 luglio 1963    |         |
| 30  | 「ZZZ総統」 - Zē zē zē sōtō – "Secret Agent 3-Z"                             | 23 luglio 1963    |         |
| 31  | 「黒い宇宙線」 - Kuroi uchūsen – "Mysterious Cosmic Rays"                    | 30 luglio 1963    |         |
| 32  | 「ホットドッグ兵団」 - Hotto doggu heidan – "Hot Dog Corps"                  | 6 agosto 1963     |         |
| 33  | 「三人の魔術師」 - Sannin no majutsushi – "The Three Magicians"              | 13 agosto 1963    |         |
| 34  | 「ミドロが沼」 - Midoro ga numa – "Beast From 20.000 Fathoms"                | 20 agosto 1963    |         |
| 35  | 「ヒューマンファーム」 - Ningen bokujō – "Planet X"                          | 27 agosto 1963    |         |
| 36  | 「プイプイ教」 - Pui pui kyō – "The Elixir Of Life"                          | 3 settembre 1963  |         |
| 37  | 「ウランちゃん」 - Uran-chan – "The Strange Birthday Present"                | 10 settembre 1963 |         |
| 38  | 「狂った小惑星」 - Kurutta shōwakusei – "The Asteroid Menace"                | 17 settembre 1963 |         |
| 39  | 「赤い猫」 - Akai neko – "The Mysterious Cat"                                | 24 settembre 1963 |         |
| 40  | 「ネオ・シーザー」 - Neo shiza – "The Abominable Snowman"                    | 1º ottobre 1963   |         |
| 41  | 「X爆弾」 - Ekkusu bakudan – "X Bomb, Deadline To Danger"                    | 8 ottobre 1963    |         |
| 42  | 「黄色い馬」 - Kīroi uma – "The Yellow Horse"                                | 15 ottobre 1963   |         |
| 43  | 「デッドクロス殿下」 - Deddo kurosu denka – "Ditto"                          | 22 ottobre 1963   |         |
| 44  | 「エジプト陰謀団」 - Ejiputo inbō-dan – "Cleopatra's Hearth"                 | 29 ottobre 1963   |         |
| 45  | 「クレオパトラの首飾り」 - Kureopatora no kubikazari – "Return Of Cleopatra" | 5 novembre 1963   |         |
| 46  | 「ロボット宇宙艇」 - Robotto uchū-tei – "The Phantom Space Ship"             | 12 novembre 1963  |         |
| 47  | 「宇宙ガニ」 - Uchū gani – "The Gigantic Space Crab"                         | 19 novembre 1963  |         |
| 48  | 「天馬族」 - Tenba-zoku – "The Great Space Horse"                            | 26 novembre 1963  |         |
| 49  | 「透明巨人」 - Tōmei kyojin – "3D Tee Vee"                                   | 3 dicembre 1963   |         |
| 50  | 「アトム西部へ行く」 - Atomu seibu e iku – "Atom, Westward Ha!"              | 10 dicembre 1963  |         |
| 51  | 「子象プーラ」 - Kozō pura – "Jimbo The Great"                               | 17 dicembre 1963  |         |
| 52  | 「雪ライオン」 - Yuki raion – "Snow Lion"                                    | 24 dicembre 1963  |         |
| 53  | 「さようなら1963年」 - Sayōnara sen kyūhyaku roku san-nen – "Goodbye 1963"   | 31 dicembre 1963  |         |
| 54  | 「アルプスの決闘」 - Arupse no kettō – "Duel On The Alps"                    | 4 gennaio 1964    |         |
| 55  | 「若返りガス」 - Wakagaeri gasu – "Rejuvenating Gas"                         | 18 gennaio 1964   |         |
| 56  | 「地球防衛隊」 - Chikyū bōei tai – "The Moon Monsters"                       | 25 gennaio 1964   |         |
| 57  | 「ロボット学校」 - Robotto gakkō – "Astro Boy Goes To School"                | 1º febbraio 1964  |         |
| 58  | 「13の怪神像」 - 13 no kai kami zō – "The Island Of Mistery"                 | 8 febbraio 1964   |         |
| 59  | 「白熱人間」 - Hakunetsu ningen – "The Super Duper Robot"                    | 15 febbraio 1964  |         |
| 60  | 「ダーマの宮殿」 - Daama no kyūden – "Dogma Palace"                          | 22 febbraio 1964  |         |
| 61  | 「宇宙の寄生虫」 - Uchū no kiseichū – "Space Parasites"                      | 29 febbraio 1964  |         |
| 62  | 「幽霊船」 - Yūreisen – "The Haunted Ship"                                   | 7 marzo 1964      |         |
| 63  | 「人工氷山」 - Jinkō hyōzan – "The Man-Made Iceberg"                         | 14 marzo 1964     |         |
| 64  | 「こうもり伯爵」 - Kōmori hakushaku – "Vampire Vale"                         | 21 marzo 1964     |         |
| 65  | 「勇敢な脱走者」 - Yūkan na dassō mono – "The Terrible Tidal Wave"           | 28 marzo 1964     |         |
| 66  | 「スペースバイキング」 - Supeesubaikingu – "Space Vikings"                   | 4 aprile 1964     |         |
| 67  | 「ナイトの英雄」 - Yoru no yūshi tachi – "The Devil Doll"                    | 11 aprile 1964    |         |
| 68  | 「恐龍人の反乱」 - Kyōryū nin no hanran – "Dinosaur Dilemma"                 | 25 aprile 1964    |         |
| 69  | 「時計塔の秘密」 - Tokeitō no himitsu – "The Clock Tower Mystery"            | 2 maggio 1964     |         |
| 70  | 「ラフレシア」 - Rafureshia – "Rafflesia, The Flower Monster"                | 9 maggio 1964     |         |
| 71  | 「地球最後の日」 - Chikyū no saigo no hi                                     | 16 maggio 1964    |         |
| 72  | 「宇宙の漂流7日間」 - Uchū no hyōryū 7 hiai                                  | 23 maggio 1964    |         |
| 73  | 「ビッグタイタン」 - Biggutaitan                                             | 6 giugno 1964     |         |
| 74  | 「地球探検」 - Chikyū tanken                                                 | 13 giugno 1964    |         |
| 75  | 「空とぶ町」 - Sora tobu machi                                               | 20 giugno 1964    |         |
| 76  | 「モンスターマシーン」 - Monsutaamashiin                                     | 27 giugno 1964    |         |
| 77  | 「ケープタウンの子守歌」 - Keeputaun no komoriuta                            | 4 luglio 1964     |         |
| 78  | 「50万年後の世界」 - 50 man nen no chino sekai                               | 11 luglio 1964    |         |
| 79  | 「ドクター脳」 - Dokutaa nō                                                  | 18 luglio 1964    |         |
| 80  | 「ヒューマノイドピル」 - Hyūmanoidopiru                                      | 25 luglio 1964    |         |
| 81  | 「夢みる機械」 - Yumemiru kikai                                              | 1º agosto 1964    |         |
| 82  | 「ロボット競技大会」 - Robotto kyōgitaikai                                   | 15 agosto 1964    |         |
| 83  | 「怪鳥ガルダ」 - Kaichō garuda                                               | 22 agosto 1964    |         |
| 84  | 「イルカ文明」 - Iruka bunmei                                                | 29 agosto 1964    |         |
| 85  | 「狂ったベルトウェイ」 - Kurutta berutōei                                    | 5 settembre 1964  |         |
| 86  | 「時間銃」 - Jikan jū                                                        | 12 settembre 1964 |         |
| 87  | 「新かぐや姫」 - Shin kaguya hime                                            | 19 settembre 1964 |         |
| 88  | 「細菌部隊」 - Saikin butai                                                  | 26 settembre 1964 |         |
| 89  | 「ゴメスの亡霊」 - Gomesu no bōrei                                           | 3 ottobre 1964    |         |
| 90  | 「ロボット砦」 - Robotto toride                                              | 10 ottobre 1964   |         |
| 91  | 「ガロン逆襲」 - Garon gyakushū                                              | 24 ottobre 1964   |         |
| 92  | 「ロボット三銃士」 - Robotto sanjūshi                                        | 31 ottobre 1964   |         |
| 93  | 「コバルト」 - Kobaruto                                                      | 7 novembre 1964   |         |
| 94  | 「アルプスの天使」 - Arupusu no tenshi                                       | 14 novembre 1964  |         |
| 95  | 「魔のパンチカード」 - Ma no panchikaado                                     | 21 novembre 1964  |         |
| 96  | 「ロボットヒューチャー」 - Robottohyūchaa                                    | 28 novembre 1964  |         |
| 97  | 「宇宙の対決」 - Uchū no taiketsu                                            | 5 dicembre 1964   |         |
| 98  | 「ゼオの遺産」 - Zeo no isan                                                 | 12 dicembre 1964  |         |
| 99  | 「小さなコロンブス」 - Chiisana koronbusu                                    | 19 dicembre 1964  |         |
| 100 | 「ロボットハウス」 - Robottohausu                                            | 26 dicembre 1964  |         |
| 101 | 「地図にない世界」 - Chizu ni nai sekai                                      | 2 gennaio 1965    |         |
| 102 | 「魔境の女王」 - Makyō no joō                                                | 9 gennaio 1965    |         |
| 103 | 「宇宙への階段」 - Uchū e no kaidan                                          | 16 gennaio 1965   |         |
| 104 | 「悪魔の風船」 - Akuma no fūsen                                              | 23 gennaio 1965   |         |
| 105 | 「アトム将軍」 - Atomu shōgun                                                | 30 gennaio 1965   |         |
| 106 | 「宇宙から来た少年」 - Uchū kara kita shōnen                                 | 6 febbraio 1965   |         |
| 107 | 「地球解放」 - Chikyū kaihō                                                  | 13 febbraio 1965  |         |
| 108 | 「サターンマン」 - Sataanman                                                 | 20 febbraio 1965  |         |
| 109 | 「不死鳥」 - Fushichō                                                        | 27 febbraio 1965  |         |
| 110 | 「水星探検」 - Suisei tanken                                                 | 6 marzo 1965      |         |
| 111 | 「ロボットポリマー」 - Robottoporimaa                                        | 13 marzo 1965     |         |
| 112 | 「サムソンの髪の毛」 - Samuson no kami no ke                                 | 27 marzo 1965     |         |
| 113 | 「笑わぬバック国」 - Warawanu bakku kuni                                     | 3 aprile 1965     |         |
| 114 | 「メトロモンスター」 - Metoromonsutaa                                        | 10 aprile 1965    |         |
| 115 | 「逃げだした大金庫」 - Nigedashita taikin ko                                 | 17 aprile 1965    |         |
| 116 | 「史上最大のロボット(前)」 - Shijōsaidai no robotto (mae)                    | 24 aprile 1965    |         |
| 117 | 「史上最大のロボット(後)」 - Shijōsaidai no robotto (nochi)                  | 1º maggio 1965    |         |
| 118 | 「ロボットラグビー」 - Robottoragubii                                        | 8 maggio 1965     |         |
| 119 | 「空とぶレンズ」 - Sora tobu renzu                                           | 15 maggio 1965    |         |
| 120 | 「タイムハンター」 - Taimuhantaa                                             | 22 maggio 1965    |         |
| 121 | 「ガニメート号」 - Ganimeeto gō                                              | 29 maggio 1965    |         |
| 122 | 「モンスターマントラー」 - Kaijū mantoraa                                    | 5 giugno 1965     |         |
| 123 | 「ドッグ隊長」 - Doggu taichō                                                | 19 giugno 1965    |         |
| 124 | 「おきみやげ」 - Okimiyage                                                   | 3 luglio 1965     |         |
| 125 | 「細菌をさがせ」 - Saikin wo sagase                                          | 10 luglio 1965    |         |
| 126 | 「ロボイド」 - Roboido                                                       | 17 luglio 1965    |         |
| 127 | 「実験ロボット」 - Jikken robotto                                            | 24 luglio 1965    |         |
| 128 | 「インカ帝国の宝」 - Inka teikoku no takara                                  | 31 luglio 1965    |         |
| 129 | 「アトム対アトム」 - Atomu tai atomu                                         | 14 agosto 1965    |         |
| 130 | 「火星の嵐」 - Kasei no arashi                                               | 21 agosto 1965    |         |
| 131 | 「ムーンチャンピオン」 - Mūnchanpion                                         | 28 agosto 1965    |         |
| 132 | 「ルイ王子」 - Rui ōji                                                       | 4 settembre 1965  |         |
| 133 | 「10年目の復讐」 - 10 nen me no fukushū                                      | 11 settembre 1965 |         |
| 134 | 「脱出作戦」 - Dasshutsu sakusen                                             | 18 settembre 1965 |         |
| 135 | 「ロボット犬バッキー」 - Robotto inu bakkii                                  | 25 settembre 1965 |         |
| 136 | 「ジャガー警部」 - Jagaa keibu                                               | 2 ottobre 1965    |         |
| 137 | 「小さいクーリー」 - Chīsai kūrii                                            | 9 ottobre 1965    |         |
| 138 | 「長い1日」 - Nagai 1 hi                                                     | 16 ottobre 1965   |         |
| 139 | 「盗まれたアトム」 - Nusumareta atomu                                        | 23 ottobre 1965   |         |
| 140 | 「王様とアトム」 - Ōsama to atomu                                            | 30 settembre 1965 |         |
| 141 | 「機関車行進曲」 - Kikansha kōshinkyoku                                      | 6 novembre 1965   |         |
| 142 | 「ミーニャの星」 - Miinya no hoshi                                           | 13 novembre 1965  |         |
| 143 | 「バードストリート物語」 - Baadosutoriito monogatari                         | 20 novembre 1965  |         |
| 144 | 「失われた友情」 - Ushinawareta yūjō                                         | 27 novembre 1965  |         |
| 145 | 「アトム深海を行く」 - Atomu shinkai wo iku                                  | 4 dicembre 1965   |         |
| 146 | 「未来からの報告」 - Mirai kara no hōkoku                                    | 11 dicembre 1965  |         |
| 147 | 「空中スクリーン」 - Kūchū sukuriin                                          | 18 dicembre 1965  |         |
| 148 | 「ロビオとロビエット」 - Robio to robietto                                   | 25 dicembre 1965  |         |
| 149 | 「缶カプリッチョ」 - Kandume kyō sō kyoku                                    | 1º gennaio 1966   |         |
| 150 | 「マグネットちゃん」 - Magunetto-chan                                        | 8 gennaio 1966    |         |
| 151 | 「ひとりぼっちのアトム」 - Hitoribocchi no atomu                             | 15 gennaio 1966   |         |
| 152 | 「ロボット爆弾」 - Robotto bakudan                                           | 22 gennaio 1966   |         |
| 153 | 「赤い木馬」 - Akai mokuba                                                   | 29 gennaio 1966   |         |
| 154 | 「青い鳥物語」 - Aoi tori monogatari                                         | 5 febbraio 1966   |         |
| 155 | 「狂った国境線」 - Kurutta kokkyōsen                                         | 12 febbraio 1966  |         |
| 156 | 「ロボット市長」 - Robotto shichō                                            | 19 febbraio 1966  |         |
| 157 | 「ジプシーの星」 - Jipushii no hoshi                                         | 26 febbraio 1966  |         |
| 158 | 「おかしな道づれ」 - Okashina michizure                                      | 5 marzo 1966      |         |
| 159 | 「悪魔と天使」 - Akuma to tenshi                                             | 19 marzo 1966     |         |
| 160 | 「黄金のフルート」 - Ōgon no furūto                                          | 26 marzo 1966     |         |
| 161 | 「夢販売エイリアン」 - Yume wo uru uchūjin                                   | 2 aprile 1966     |         |
| 162 | 「キャンデー作戦」 - Kyandee sakusen                                         | 9 aprile 1966     |         |
| 163 | 「別世界への道」 - Bessekai e no michi                                       | 16 aprile 1966    |         |
| 164 | 「宇宙ぐも」 - Uchū gumo                                                     | 23 aprile 1966    |         |
| 165 | 「赤ん坊騒動」 - Akanbō sōdō                                                 | 30 aprile 1966    |         |
| 166 | 「ジュエルの魔像」 - Jueru no ma zō                                          | 7 maggio 1966     |         |
| 167 | 「風船がいっぱい」 - Fūsen ga ippai                                          | 14 maggio 1966    |         |
| 168 | 「おどりあがった島」 - Odori agatta shima                                    | 21 maggio 1966    |         |
| 169 | 「未来人の贈り物」 - Miraijin no okurimono                                   | 28 maggio 1966    |         |
| 170 | 「二人の王女」 - Futari no ōjo                                               | 4 giugno 1966     |         |
| 171 | 「永遠のクッチャー」 - Eien no kucchaa                                       | 11 giugno 1966    |         |
| 172 | 「ヘラルド兄弟」 - Herarudo kyōdai                                           | 25 giugno 1966    |         |
| 173 | 「ロボッティ」 - Robotti                                                     | 2 luglio 1966     |         |
| 174 | 「海底大運河」 - Kaitei daiun kawa                                           | 9 luglio 1966     |         |
| 175 | 「ロボット大戦争(前)」 - Robotto daisensō (mae)                              | 23 luglio 1966    |         |
| 176 | 「ロボット大戦争(後)」 - Robotto daisensō (nochi)                            | 30 luglio 1966    |         |
| 177 | 「ばかでかいロボット」 - Bakadekai robotto                                   | 6 agosto 1966     |         |
| 178 | 「カイたんの夜間冒険」 - Chiitan yoru no bōken                               | 20 agosto 1966    |         |
| 179 | 「青騎士(前)」 - Ao kishi (mae)                                              | 27 agosto 1966    |         |
| 180 | 「青騎士(後)」 - Ao kishi (nochi)                                            | 3 settembre 1966  |         |
| 181 | 「幽霊製造機」 - Yūrei seizōki (2 sakume)                                    | 10 settembre 1966 |         |
| 182 | 「狂ったコバルト」 - Kurutta kobaruto                                        | 24 settembre 1966 |         |
| 183 | 「宇宙から日本人」 - Uchū kara kita nihonjin                                 | 1º ottobre 1966   |         |
| 184 | 「タイム戦争」 - Taimu sensō                                                 | 8 ottobre 1966    |         |
| 185 | 「アフリカの星」 - Afurika no hoshi                                          | 22 ottobre 1966   |         |
| 186 | 「おばけは夜来る」 - Obake wa yoru kuru                                      | 29 ottobre 1966   |         |
| 187 | 「べーリーの伝説」 - Beerii no densetsu                                      | 5 novembre 1966   |         |
| 188 | 「鞍馬の天狗」 - Kurama no tengu                                             | 19 novembre 1966  |         |
| 189 | 「撮影スタジオで混乱」 - Satsueijo sōdō                                      | 26 novembre 1966  |         |
| 190 | 「メソポタミアの奇蹟」 - Mesopotamia no kiseki                               | 3 dicembre 1966   |         |
| 191 | 「さすらいのロッピ」 - Sasurai no roppi                                      | 17 dicembre 1966  |         |
| 192 | 「メドッサの館」 - Medossa no kan                                            | 24 dicembre 1966  |         |
| 193 | 「地球最大の冒険」 - Chikyū saidai no bōken                                  | 31 dicembre 1966  |         |

## Doppiaggio
| Personaggio               | Doppiatore giapponese                                                    |
| ------------------------- | ------------------------------------------------------------------------ |
| Atom/Astro Boy/Astor      | Mari Shimizu Kazue Tagami (ep. 97-106)                                   |
| Dr. Ochanomizu            | Hisashi Katsuta                                                          |
| Uran                      | Yoko Mizugaki (1^ voce) Reiko Mutoh (2^ voce) Kazuko Yoshikawa (3^ voce) |
| Atlas                     | Akihiko Mitsueda                                                         |
| Higeoyaji                 | Masaaki Yajima (1^ voce) Ayao Wada (2^ voce)                             |
| Dr. Tenma                 | Hisashi Yokomori                                                         |
| Skunk                     | Iemasa Kayumi                                                            |
| Sultan                    | Kei Tomiyama                                                             |
| Cobalt                    | Kiyoshi Komiyama                                                         |
| Police Inspector Tawashi  | Shingo Kanemoto (1^ voce) Koichi Chiba (2^ voce)                         |
| Pluto                     | Shingo Kanemoto                                                          |
| Police Inspector Nakamura | Shinpei Sakamoto                                                         |
| Ethanol                   | Takuya Fujioka                                                           |
| Blue Knight               | Yoshio Kaneuchi                                                          |
| Narratore                 | Isao Yatsu                                                               |